# Toutlemonde
Toutlemonde is een gemeente in het Franse departement Maine-et-Loire (regio Pays de la Loire). De plaats maakt deel uit van het arrondissement Cholet. Toutlemonde telde op 1 januari 2022 1.316 inwoners.

## Geografie
De oppervlakte van Toutlemonde bedroeg op 1 januari 2022 12,63 vierkante kilometer; de bevolkingsdichtheid was toen 104,2 inwoners per km².

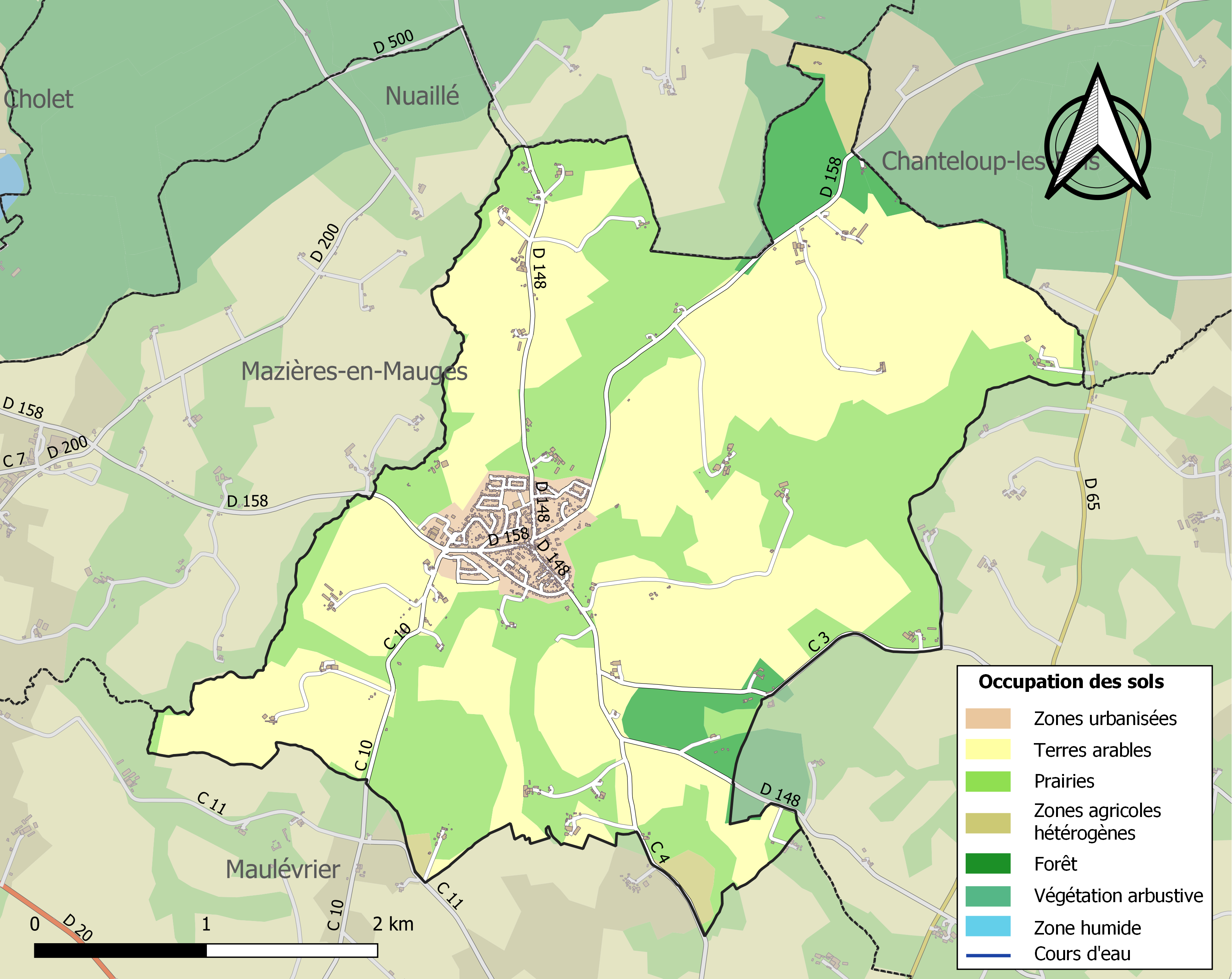
Kaart van de gemeente met de belangrijkste infrastructuur, bodemgebruik en omliggende gemeenten

## Demografie
Onderstaande figuur toont het verloop van het inwonertal (bron: INSEE-tellingen).